# 시라이시 마이
시라이시 마이(일본어: 白石 麻衣, 1992년 8월 20일 ~ )는 일본의 아이돌, 가수, 패션 모델이며, 여성 아이돌 그룹 노기자카46의 전 센터이다. 《LARME》, 《Ray》의 전속 모델을 맡고 있다.
군마현 출신.

## 내력
2011년 8월, 노기자카46의 멤버가 된다.
2012년 2월 22일, 노기자카46의 1st 싱글 〈빙글빙글 커튼〉으로 CD 데뷔. 11월 8일, Girls Award 2012 AUTUMN/WINTER로 모델 데뷔.
2013년, 패션지 《Ray》의 전속 모델로 기용된다.
2014년 12월 10일, 첫 솔로 사진집 《청순한 어른》을 발매.
2015년 1월 23일, 솔로 사진집 《MAI STYLE》을 발매.
2020년 1월 6일, 3월 25일 발매의 25번째 싱글을 기해 노기자카46를 졸업하는 것을 발표했다. 졸업 시기와 졸업 공연의 일정은 미정.
동년 10월 28일, 정기되었던 무관중 착신 졸업 라이브를 기해 노기자카46를 졸업. 졸업 후에는 연예계 활동을 할 예정.

## 인물
- 서양 음악과, 노래하는 것이 너무 좋다고 말하고 있다. 자주 듣는 음악은 카토 미리야의 곡.
- 자는 것을 좋아하고, 노기자카46 가입 전에는 휴일엔 계속 자고 있는 일이 많았다고 한다.
- 패션을 좋아하고, 옷을 구입하는 일로 스트레스를 해소하고 있다.
- 고구마나 밀 크레이프 등의 단 것을 좋아한다.
- 시라이시 마이의 《바나나맨의 블로그 형사》 (2012년 8월 14일 방송분) 프로필에 의하면, 성격은 울보.

### 노기자카46로서
- 노기자카46 초기부터 〈하얀 피부가 매력 포인트〉라는 캐치프레이즈를 사용하고 있다.

## 노기자카46에서의 참가곡

### 싱글 CD 선발곡
- ぐるぐるカーテン / 빙글빙글 커튼
  - 会いたかったかもしれない / 만나고 싶었을지도 몰라
  - 失いたくないから / 잃고 싶지 않으니까
  - 白い雲にのって / 흰 구름에 올라
  - 乃木坂の詩 / 노기자카의 시
- おいでシャンプー / 이리 와 샴푸
  - 心の薬 / 마음의 약
  - 偶然を言い訳にして / 우연을 핑계삼아
  - ハウス! / 하우스!
- 走れ!Bicycle / 달려라! Bicycle
  - せっかちなかたつむり / 성급한 달팽이
  - 人はなぜ走るのか? / 사람은 왜 달리는가?
  - 音が出ないギター / 소리가 나지 않는 기타
- 制服のマネキン / 제복의 마네킹
  - 指望遠鏡 / 손가락 망원경
  - 渋谷ブルース / 시부야 블루스
- 君の名は希望 / 너의 이름은 희망
  - シャキイズム / 샤키이즘
  - ロマンティックいか焼き / 로맨틱 오징어 야키
  - でこぴん / 데코핑
- ガールズルール / 걸즈 룰
  - 世界で一番 孤独なLover / 세상에서 가장 고독한 Lover
  - コウモリよ / 박쥐여
  - 人間という楽器 / 인간이라고 하는 악기
- バレッタ / 바레트
  - 月の大きさ / 달의 크기
  - 私のために 誰かのために / 나를 위해서 누군가를 위해서
  - そんなバカな・・・ / 그런 바보같은・・・
- 気づいたら片想い / 깨닫고 보니 짝사랑
  - ロマンスのスタート / 로맨스의 스타트
  - 吐息のメソッド / 한숨의 메서드
  - 孤独兄弟 / 고독 형제
- 夏のFree&Easy / 여름의 Free&Easy
  - 何もできずにそばにいる / 아무것도 못한 채 곁에 있는다
  - その先の出口 / 그 앞의 출구
- 何度目の青空か? / 몇 번째 푸른 하늘인가?
  - 転がった鐘を鳴らせ! / 굴러간 종을 울려라!
  - Tender days
- 命は美しい / 생명은 아름다워
  - 立ち直り中 / 재기 중
- 太陽ノック / 태양 노크
  - 魚たちのLOVE SONG / 물고기들의 LOVE SONG
  - 羽根の記憶 / 날개의 기억
- 今、話したい誰かがいる / 지금, 말하고 싶은 누군가가 있어
  - ポピパッパパー / 포피팟파파
  - 悲しみの忘れ方 / 슬픔을 잊는 법
- ハルジオンが咲く頃 / 봄망초 필 무렵
  - 急斜面 / 급사면
- 裸足でSummer / 맨발로 Summer
  - 僕だけの光 / 나만의 빛
  - オフショアガール / 오프쇼어 걸
- サヨナラの意味 / 안녕의 의미
  - 孤独な青空 / 고독한 푸른 하늘

### 앨범 CD 선발곡
- 《透明な色 투명한 색》에 수록
  - 革命の馬 / 혁명의 말
  - 僕がいる場所 / 내가 있는 장소
- 《それぞれの椅子 각각의 의자》에 수록
  - きっかけ / 계기
  - 太陽に口説かれて / 태양에게 설득당해
  - 空気感 / 공기감

## 출연

### 드라마
- 금요 로드 SHOW! 가면 티처 과외 수업 SP (2014년 2월 14일, 닛폰 TV) - 하야세 아카리 역
- 하츠모리 베마즈 (2015년 7월 ~ 9월, TV 도쿄) - 키레이 역
- 정말로 있었던 무서운 이야기 여름 특별편 2016 〈또 1명의 엘리베이터〉 (2016년 8월 20일, 후지 TV) - 사사키 키라라 역

### 영화
- 극장판 BAD BOYS J -최후에 지킬 것- (2013년 11월 9일, 쇼게이트) - 마사키 나오 역
- 사채꾼 우시지마 Part3 (2016년 9월 22일, SDP) - 리나 역
- 좀100: 좀비가 되기 전에 하고 싶은 100가지 (2023년 8월 3일, 넷플릭스) - 미카즈키 시즈카 역

### 극장판 애니메이션
- 명탐정 코난: 할로윈의 신부 (2022년 4월 15일, 도호) - 엘레니카 러브렌치예바 역

### 버라이어티
- 우마즈킷! (2013년 1월 15일 ~ , 후지 TV) - MC
- 바치바치 에레키테루 (2013년 4월 16일 ~ 9월 17일, 후지 TV) - MC
- 모두의 KEIBA (2016년 1월 10일 ~ 부정기 출연, 후지 TV)

### CM
- forTUNE music (2013년 4월 ~ , 소니 뮤직 디스트리뷰션)
- L'EST ROSE (2013년 8월 20일, 레스트 로즈)
- Samantha Tiara 2013 크리스마스 주얼리 (2013년 11월 ~ , 사만사 타바사)
- Palty (2015년 3월 15일 ~ , 다이야)

## 서적

### 사진집
- 노기자카파 (2013년 10월 22일, 후타바샤)
- 계간 노기자카 vol.2 초여름 (2014년 6월 12일, 도쿄 뉴스 통신사)
- 청순한 어른 (2014년 12월 10일, 겐토샤)
- MAI STYLE (2015년 1월 23일, 슈후노토모샤)

### 잡지
- LARME (2012년 9월 14일 ~ , 토쿠마 쇼텐) - 전속 모델
- Ray (2013년 3월 23일 ~ , 슈후노토모샤) - 전속 모델 (단발 게스트로서, 2013년 1 ~ 4월호)